# إيماي كانيهيرا
ايماي كانيهيرا (باليابانية: 今井兼平، بالروماجي: Imai Kanehira)، (وفاة 1184)، محارب ساموراي وقائد عسكري لقوات ميناموتو في حرب غينبيه ضد قبيلة تايرا، يكون أخ ليوشيناكا بالرضاعة ومن أشد المساندين له في الحرب.

## حرب غينبيه
أول مشاركة عسكرية له في الحرب كانت في حصار فوكوريوجي، حيث قاد قوات ميناموتو عبر حقول الأرز الموحلة للإستيلاء على حصن فوكوريوجي وإنتصر في تلك المعركة، بعد تمرد يوشيناكا على يوريتومو، قاد قوات يوشيناكا ضد قوات ميناموتو نو يوشيتسونيه ونوريوري في معركة أوازو حيث تمكن من صد الهجمات لفترة طويلة، لكن بعد سماعه بموت يوشيناكا إنتحر بوضع سيف في فمه وقفز من على حصانه.

## الأثر
تم ذكره في مسرحيات النو، حيث يصف شبح كانيهيرا المعذب موته وموت يوشيناكا ورغبته في الذهاب إلى الجانب الآخر.